# Zhao Jianqiang
Zhao Jianqiang (chiń. 趙健強; ur. 22 czerwca 1964) – chiński zapaśnik w stylu klasycznym. Olimpijczyk z Seulu 1988, gdzie odpadł w eliminacjach w kategorii 68 kg.
Czwarty na igrzyskach azjatyckich w 1986.